# Asuka Cambridge
 (juillet 2025).
Si vous disposez d'ouvrages ou d'articles de référence ou si vous connaissez des sites web de qualité traitant du thème abordé ici, merci de compléter l'article en donnant les références utiles à sa vérifiabilité et en les liant à la section « Notes et références ».
Asuka « Aska » Antonio Cambridge (ケンブリッジ 飛鳥, Kenburijji Asuka, né le 31 mai 1993) est un athlète japonais, spécialiste du sprint.

## Carrière
Son père est jamaïcain et sa mère japonaise. Quand il a deux ans, sa famille s'installe d'abord à Osaka, puis 14 ans, à Tokyo. Il a remporté la médaille de bronze du relais 4 x 100 m lors des Championnats du monde juniors de 2012. 
Le 25 juin 2016, il remporte le titre national du 100 m, en obtenant 10 s 16, le minima pour les Jeux olympiques de Rio. Le 21 mai 2016, il avait porté son record personnel à Kumagaya en 10 s 10 (+ 0,7 m/s). Le 18 août 2016, il remporte la médaille d'argent du relais 4 x 100 mètres aux JO de Rio avec le relais masculin japonais qui bat le record national et continental à cette occasion. En 2017, il porte son record personnel sur 100 m à 10 s 08.

## Palmarès
| Date | Compétition           | Lieu           | Résultat | Épreuve   | Temps   |
| ---- | --------------------- | -------------- | -------- | --------- | ------- |
| 2016 | Jeux olympiques       | Rio de Janeiro | 2e       | 4 × 100 m | 37 s 60 |
| 2017 | Championnats du monde | Londres        | 3e       | 4 x 100 m | 38 s 04 |
| 2018 | Jeux asiatiques       | Jakarta        | 1er      | 4 x 100 m | 38 s 16 |